# 最上嗣生
最上 嗣生（もがみ つぐお、1980年1月18日 - ）は、日本の男性声優。賢プロダクション所属。埼玉県出身。旧芸名は中島 嗣生（なかじま つぐお）。

## 略歴
学生時代は野球部、弓道部に在籍していた。
子供の頃、モノマネとかをしていたところ姉から「似てる」、「声の仕事できるよ」、「あんたさあ、声優やれるんじゃないの」と褒められて嬉しくなり、「分かった、俺やる」と声の仕事に興味を持つ。
勝田声優学院（18期生）、スクールデュオ（4期生）を経て、賢プロダクションに所属。
生天目仁美と同期。

## 人物
声種はバリトン。
役柄としては、青年役から老人役を演じる。
趣味はゲーム、酒。
声優業界最強の『戦国大戦』プレイヤーという噂が流れたことがある。
友人の中村悠一と頻繁に遊ぶことも多く、ゲームをプレイ中にオファーしやすいということから2022年頃より中村の個人YouTubeチャンネルにも高頻度で出演している。
緊張するタイプだが、緊張した際は「どうしよう」と思わないように心掛けている。
死去した清水敏孝や内海賢二、田中一成、中嶋聡彦、石塚運昇から持ち役の一部を引き継いでいる。

## 出演
太字はメインキャラクター。

### テレビアニメ
2002年
- 攻殻機動隊 STAND ALONE COMPLEX（県警）

2003年
- GAD GUARD（チンピラ）
- 鋼の錬金術師（2003年 - 2004年、男、男1、部下、農民、職員B、傭兵、兵B）

2004年
- アガサ・クリスティーの名探偵ポワロとマープル（主人）
- 頭文字D Fourth Stage（男D、ギャラリー）
- お伽草子（TVの刑事）
- 北へ。〜Diamond Dust Drops〜（警備員B）
- サムライチャンプルー（村人、壺振り、瓦組子分、同心）
- 蒼穹のファフナー Dead Aggressor（オペレーター、スタッフ）
- 月は東に日は西に 〜Operation Sanctuary〜（司祭）
- 光と水のダフネ（研究員B）
- 火の鳥（男）
- 妄想代理人
- 焼きたて!!ジャぱん（新人）
- ロックマンエグゼ シリーズ（2004年 - 2006年、警備員、Yソードマン、管制員A、チャージマン） - 3シリーズ

2005年
- ガラスの仮面（2005年）（田部はじめ、田代）
- ギャラリーフェイク（ラストマンの父、三番叟）
- 銀盤カレイドスコープ（協会理事）
- 交響詩篇エウレカセブン（船長、兵士A）
- 極上生徒会（友人A）
- 新釈 眞田十勇士
- ゾイドジェネシス（ガゼル大佐）
- ToHeart2（男子生徒）
- 舞-乙HiME（衛士）
- まじめにふまじめ かいけつゾロリ（町の人、父、いたずら小僧C）
- LOVELESS（教師、生徒）

2006年
- イノセント・ヴィーナス（兵士、士官、若者達、研究員）
- うたわれるもの（カンホルダリ）
- かしまし 〜ガール・ミーツ・ガール〜（駅員）
- ガラスの艦隊（ミッキー、バーの親父 他）
- 砂沙美☆魔法少女クラブ（司の父、麻美の父、老人）
- シルクロード少年 ユート（監督）
- 009-1（処理班隊員）
- タクティカルロア（保安員1、リディル重役1）
- D.Gray-man（2006年 - 2016年、風切、クロス・マリアン） - 2シリーズ
- 内閣権力犯罪強制取締官 財前丈太郎（組対部A）
- NIGHT HEAD GENESIS（横山ミツオ、佐古田）
- 働きマン（職人D）
- ハチミツとクローバーII（松田、老店主、店員、男子学生C、従業員D、社員B）
- パンプキン・シザーズ（軍人）
- xxxHOLiC（アヤカシ）
- 流星のロックマン（社員A）

2007年
- 風のスティグマ（客）
- キスダム -ENGAGE planet-（マルコム、ハリス艦長 他）
- デルトラクエスト（ガイ）
- のだめカンタービレ（小田切次郎 他）
- 爆丸バトルブローラーズ（2007年 - 2011年、シュウジ、美咲達夫、サイクロプス、シャーマン、カトー 他） - 3シリーズ
- BLUE DROP 〜天使達の戯曲〜（副官）
- ぷるるんっ!しずくちゃん（2007年 - 2008年、アロマさん） - 2シリーズ
- ぼくらの（チズ父、森本、ナベさん）

2008年
- カイバ
- ゴルゴ13（2008年 - 2009年、捜査官、信者、スパイ）
- 絶対可憐チルドレン（明の父）
- ソウルイーター（村人A）
- TYTANIA -タイタニア-（パウルセン、イブン・カシム）
- 隠の王（風魔忍）

2009年
- CANAAN（合衆国副大統領）
- グイン・サーガ（ベック公）
- 黒神 The Animation（トライバルエンド）
- コケッコーさん（2009年 - 2010年、おまわりさん、おじいちゃん、カバ先生）
- 涼宮ハルヒの憂鬱（2009年版）（神主）
- WHITE ALBUM（アナウンサー）
- ミチコとハッチン（監督、警官A）

2010年
- オオカミさんと七人の仲間たち（豚田広）

2011年
- UN-GO（多久英信、佐々駒守）
- カードファイト!! ヴァンガード（黒崎ライト）
- ギルティクラウン（2011年 - 2012年、高官、ダン・イーグルマン、ダアト将校、葬儀社構成員）
- ダンボール戦機（2011年 - 2013年、ハンニバル・ハーン、オタイエロー、本屋の店主） - 2シリーズ
- NO.6（教授）
- ポケットモンスター ベストウイッシュ（2011年 - 2013年、ヤーコン、ダーテング、イブキのクリムガン、トニーの父、ドラゴのマンムー） - 2シリーズ
- まよチキ!（黒瀬ヤマト）

2012年
- めだかボックス（国東）
- メタルファイト ベイブレード ZEROG（2012年 - 2013年、スパイクボーン）
- リトル・チャロ〜東北編〜（クウ）

2013年
- 義風堂々!! 兼続と慶次（上役、伝令、部下、手下、忍 他）
- ガイストクラッシャー（ジーク・バナ）
- 進撃の巨人（2013年 - 2022年、キース・シャーディス） - 4シリーズ
- ちはやふる2（増岡勝人、選手、観客）
- WHITE ALBUM2（小木曽晋〈雪菜の父〉）
- ポケットモンスター THE ORIGIN

2014年
- 甘城ブリリアントパーク（扉の守護者）
- 牙狼〈GARO〉-炎の刻印-（座長）
- ソードアート・オンライン シリーズ（2014年 - 2019年、アバターバイヤー、モリッカ） - 2シリーズ
- 東京レイブンズ（牧原）
- DRAMAtical Murder（卯水）
- のうりん（村長）
- パックワールド（ビトレイアス）
- ハマトラ（蓬田新）
- はじめの一歩 Rising（イーグルのトレーナー）
- 僕らはみんな河合荘（警察官）
- ポケットモンスター XY（2014年 - 2015年、フラダリのカエンジシ、クセロシキ、アランのキリキザン 他） - 2シリーズ + 特別編3作品

2015年
- アクエリオンロゴス（木八先生）
- うしおととら（真由子の父、血袴）
- 黒子のバスケ（三軍の監督）
- コンクリート・レボルティオ〜超人幻想〜（外国人、ガルボイ・ライカー）
- 進撃!巨人中学校（キース・シャーディス）
- 蒼穹のファフナー EXODUS（御門昌和）
- 妖怪ウォッチ（竜崎礼二）
- レーカン!（地縛霊、担任、コギャル霊の父）

2016年
- うたわれるもの 偽りの仮面（ソヤンケクル）
- 学戦都市アスタリスク 2nd SEASON（羅坤展）
- 甲鉄城のカバネリ（牧野、狩方衆）
- コンクリート・レボルティオ〜超人幻想〜THE LAST SONG（ノーネーム、アベル・タスマン）
- SHOW BY ROCK!!#（神威）
- 昭和元禄落語心中（師匠）
- フューチャーカード バディファイト シリーズ（2016年 - 2018年、海道大、悪魔医師 ブエル、Cの支配者 ギアゴッドVII / PCM ギアゴッドVIII / Cの超越者 ギアゴッドver.Ø99 / 究極に至るC ギアゴッドver.1ØØØØ、デカたぬき、魔岩機兵 ドラゴレム、ミニギアゴッド） - 3シリーズ
- 僕のヒーローアカデミア（2016年 - 2024年、半魚人ヴィラン、脳無、Mr.コンプレス、ハイエンド、クラスト） - 7シリーズ

2017年
- 鬼平（升屋市五郎）
- この素晴らしい世界に祝福を! シリーズ（2017年 - 2024年、オーナー、懺悔の男、貴族、冒険者、モーガン 他） - 2シリーズ
- “栄光なき天才たち”からの物語（日本水泳連盟・理事B）
- 弱虫ペダル シリーズ（2017年 - 2022年、稲代文也） - 2シリーズ
- サクラクエスト（菅正樹）
- 魔法陣グルグル（サイコ妖精）

2018年
- ポケットモンスター サン&ムーン（カゲトラ）
- されど罪人は竜と踊る（ヴィネル、ナバロ）
- 銀河英雄伝説 Die Neue These 邂逅（ライナー・ブルームハルト）
- ソードアート・オンライン オルタナティブ ガンゲイル・オンライン（アバターバイヤー）
- グラゼニ（椎名） - 2シリーズ
- フューチャーカード 神バディファイト（雷斧アギト）
- つくもがみ貸します（焦香、秋山忠之丞、店主）
- 夢王国と眠れる100人の王子様（木A）
- からくりサーカス（ペドロリーノ）

2019年
- ルパン三世 グッバイ・パートナー（通信員）
- 賢者の孫（トム＝ハーグ）
- MIX（2019年 - 2023年、南郷四郎、東秀監督、担当編集、福田先生、主審） - 2シリーズ
- 群青のマグメル（エリン、男）
- ヴィンランド・サガ（2019年 - 2023年、村人、マグニ、トーレ、アッサー、グンナル 他） - 2シリーズ
- 私、能力は平均値でって言ったよね!（古竜、古竜〈ウェンス〉）

2020年
- BNA ビー・エヌ・エー（早乙女）
- プリンセスコネクト!Re:Dive（2020年 - 2022年、宿屋の店主、男、盗賊1、トメさん、シャドウ、狼A 他） - 2シリーズ
- もっと!まじめにふまじめ かいけつゾロリ（2020年 - 2022年、コソ泥、クリビツ三世、ブラン、ゴリ丸、モール 他） - 3シリーズ
- 富豪刑事 Balance:UNLIMITED（男）
- プランダラ（軍曹）
- 憂国のモリアーティ（サイモン、グレッグソン）
- GREAT PRETENDER（陳尭）

2021年
- WAVE!!〜サーフィンやっぺ!!〜（イソキチ）
- ポケットモンスター（2021年 - 2022年、ボス、シゲルのカメックス〈2代目〉）
- BEASTARS（カイマン）
- SHAMAN KING（2021年 - 2022年、体罰上等、ハン・ザンチン、クリス・ブンスター）
- 王様ランキング（2021年 - 2023年、ソリー、ゲズラン、ゾック、ツブカデ、傭兵 他） - 2シリーズ

2022年
- うたわれるもの 二人の白皇（ソヤンケクル）
- BLEACH 千年血戦篇（2022年 - 2023年、死神、吾里武綱、技術開発局局員） - 2シリーズ
- ヒューマンバグ大学 -不死学部不幸学科-（被害者遺族、マジード）
- デュエル・マスターズ WIN（地下マスター）

2023年
- この素晴らしい世界に爆焔を!（アクシズ教徒、アクシズ教司祭、テリー）
- 魔法使いの嫁 SEASON2（ウーピー） - 2シリーズ
- 最果てのパラディン 鉄錆の山の王（オークの王）
- 葬送のフリーレン（旅人）
- はめつのおうこく（男）

2024年
- ポケットモンスター（ハンターボス）
- 外科医エリーゼ（アムセル）
- オーイ!とんぼ（叔父）
- ラーメン赤猫（元上司）

2025年
- 戦隊レッド 異世界で冒険者になる（ベルーガ）
- 薬屋のひとりごと（男）
- サイレント・ウィッチ 沈黙の魔女の隠しごと（竜騎士、露店主、男）
- まったく最近の探偵ときたら（警察官、マスター、カメレオンレディー、山田、リーダー）
- ニャイト・オブ・ザ・リビングキャット（野盗）

### 劇場アニメ
2003年
- 東京ゴッドファーザーズ

2010年
- いばらの王 -King of Thorn-

2011年
- 鋼の錬金術師 嘆きの丘の聖なる星（狼キメラ）
- 劇場版ポケットモンスター ベストウイッシュ ビクティニと黒き英雄 ゼクロム・白き英雄 レシラム（カジン）
- ハートの国のアリス 〜Wonderful Wonder World〜（エリオット＝マーチ）
- マルドゥック・スクランブル 燃焼（カウボーイハットの男）

2012年
- チベット犬物語 〜金色のドージェ〜（チャンパ）

2013年
- 劇場版ポケットモンスター ベストウイッシュ 神速のゲノセクト ミュウツー覚醒（オーダイル）
- キャプテンハーロック -SPACE PIRATE CAPTAIN HARLOCK-
- 映画かいけつゾロリ まもるぜ!きょうりゅうのたまご（恐竜調査団団長）

2015年
- バケモノの子

2016年
- ポケモン・ザ・ムービーXY&Z ボルケニオンと機巧のマギアナ（ポケモンハンター）

2019年
- プロメア（ピザ屋店主）
- ミュウツーの逆襲 EVOLUTION（フシギバナ）
- 映画 この素晴らしい世界に祝福を!紅伝説（族長）

2020年
- WAVE!!〜サーフィンやっぺ!!〜（イソキチ） - 3部作 / 2021年にテレビアニメ（完全版）が放送

### OVA
2002年
- ナースウィッチ小麦ちゃんマジカルて（血美怒露C、Tプロデューサー）

2003年
- 新・北斗の拳

2005年
- 鴉 -KARAS-（警官、ほねからかさ）

2006年
- BALDR FORCE EXE RESOLUTION

2007年
- テイルズ オブ シンフォニア THE ANIMATION シルヴァラント編（祭司A）

2009年
- TO（ウィリー）

2013年
- アイアンマン：ライズ・オブ・テクノヴォア

2014年
- 進撃の巨人 突然の来訪者〜苛まれる青春の呪い〜（キース・シャーディス） - 原作第13巻限定版

2015年
- 僕らはみんな河合荘（男子） - 第7巻特別編

2019年
- 蒼穹のファフナー THE BEYOND（2019年 - 2021年、レガート、御門昌和）

### Webアニメ
2017年
- ガンダムビルドファイターズ GMの逆襲（E）
- THE KING OF FIGHTERS:DESTINY（ルガール・バーンシュタイン）

2020年
- 薄明の翼（ゴーリキー、カイリキー、ピオニー）

2021年
- ユメノツボミ（ちょろび）
- 終末のワルキューレ（2021年 - 2023年、宮本武蔵、シェイクスピア、寿老人、スッドーダナ王） - 2シリーズ

2022年
- ヴァンパイア・イン・ザ・ガーデン （パメラ、副司令官）
- スプリガン（ハンス・シュナイダー）
- 雪ほどきし二藍（村人）
- BASTARD!! -暗黒の破壊神-（副大臣長、イフリート、ゴブリン隊長）
- サイバーパンク エッジランナーズ（メイルストロム）

2023年
- ウマ娘 プリティーダービー ROAD TO THE TOP（酒屋）
- PLUTO（ベッカー）

### ゲーム
2003年
- サムライスピリッツ零（羅刹丸）
- 薔薇ノ木ニ薔薇ノ花咲ク

2004年
- 幻想水滸伝IV（ロウセン、コンラッド、トーブ、エルフの長老）
- サムライスピリッツ零SPECIAL（羅刹丸）
- 絶体絶命でんぢゃらすじーさん痛〜怒りのおしおきブルース〜（男キャラクター全般）
- 鋼の錬金術師2 赤きエリクシルの悪魔（若きアーレン）

2005年
- スペクトラルフォース クロニクル（ギャプ、サトー、ザーフラク）
- プリンセスコンチェルト（ファーロウ、カリバーニィ、ティエロット国王、神、兵士）
- Rhapsodia（バスク、ハインズ）

2006年
- アーマード・コア4（サー・マウロスク）
- うたわれるもの 散りゆく者への子守唄（カンホルダリ）
- スペクトラルフォース3 イノセントレイジ（ドラガン）
- BULLET WITCH（ガイストB）
- 比翼は愛薊の彼方へ〜未了の因〜（昭洸）

2007年
- クローバーの国のアリス 〜Wonderful Wonder World〜（エリオット＝マーチ）
- ハートの国のアリス 〜Wonderful Wonder World〜（エリオット＝マーチ）
- 比翼は愛薊の彼方へ〜久遠の想〜（昭洸）
- Routes PE（那須大八郎）

2008年
- アーマード・コア フォーアンサー（アディ・ネイサン）
- 白騎士物語
- 比翼は愛薊の彼方へ〜連理の夢〜（昭王）
- ルミナスアーク2 ウィル（ガストン）
- ワリオランドシェイク（シェイキング）

2009年
- Under The Moon 〜クレセント〜
- NHK紅白クイズ合戦
- ジョーカーの国のアリス 〜Wonderful Wonder World〜（エリオット＝マーチ）
- プリティ☆ウィッチ☆アカデミー!（カルロスの父）

2010年
- アニバーサリーの国のアリス 〜Wonderful Wonder World〜（エリオット＝マーチ）
- 裏切りは僕の名前を知っている -黄昏に堕ちた祈り-（玉響彩臥）
- GA 芸術科アートデザインクラス Slapstick WONDER LAND（おにわとり様）
- スーパーストリートファイターIV（ガイ）
- SOCOM: U.S. Navy SEALs Portable（サンドマン）
- ブレイズ・ユニオン（バイフー、パンドラ）
- メトロイド アザーエム（ジェイムス・ピアース）

2011年
- グロリア・ユニオン（ローガン、ガルム）
- スターフォックス64 3D（ピグマ・デンガー、ペパー将軍、アンドルフ 他）
- ゼルダの伝説 スカイウォードソード（終焉の者）
- ファイナルファンタジー零式（フィールドボイス）
- Rewrite（テンマ）
- ロウきゅーぶ!（ヌシ）
- おもちゃ箱の国のアリス〜Wonderful Wonder World〜（エリオット＝マーチ）

2012年
- アーマード・コアV（ポール・オブライエン、コンピュータボイス）
- ジェネレーション オブ カオス6（フェドネス、ウィアド）
- ストリートファイター X 鉄拳（ガイ）
- ダイヤの国のアリス 〜Wonderful Wonder World〜（エリオット＝マーチ）
- トリコ グルメモンスターズ!（ガッチャ）
- WHITE ALBUM2 幸せの向こう側（雪菜の父）
- PROJECT X ZONE（オロス・ゴルト、業天狗、カマイタチ）
- ほのぼのモグウ日記（呂布）

2013年
- アラビアンズ・ダウト〜The engagement on desert〜（ガーディン＝オラサバル）
- ガイストクラッシャー（ジーク・バナ）
- 新装版 ハートの国のアリス 〜Wonderful Wonder World〜（エリオット＝マーチ）
- 戦国大戦 -1590 葵 関八州に起つ-（石母田景頼、板倉勝重、酒井忠次、下間頼廉、秦泉寺豊後、北条氏邦）
- ダイヤの国のアリス 〜Wonderful Mirror World〜（エリオット＝マーチ）
- ティアーズ・トゥ・ティアラII 覇王の末裔（ザラス）

2014年
- ウルトラストリートファイターIV（ガイ）
- 俺の屍を越えてゆけ2（伊勢庭沙門、歓喜ノ舞）
- 闘神都市II（闘神 カーツウェル・ドゥリムグレイ）
- ハートの国のアリス 〜Wonderful Twin World〜（エリオット＝マーチ）
- メタルギアソリッドV グラウンド・ゼロズ（兵士）

2015年
- うたわれるもの 偽りの仮面（ソヤンケクル）
- 喧嘩番長6 〜ソウル&ブラッド〜（松岡雷太）
- ファイナルファンタジーXIV：蒼天のイシュガルド（アルトアレール）
- メタルギアソリッドV ファントムペイン（兵士 他）

2016年
- ゴッドオブハイスクール【神スク】（金剛丸健）
- 進撃の巨人（キース・シャーディス）
- 名探偵ピカチュウ 〜新コンビ誕生〜（カルロス・エルナンド）
- 勇者死す。（ギール、ゾロ）
- Wonderland Wars（温羅）
- Shadowverse（アンドラス、エルフキング・ヴァルト、アサルトコマンダー）

2017年
- GRAVITY DAZE 2/重力的眩暈完結編:上層への帰還の果て、彼女の内宇宙に収斂した選択（キセロ）
- THE KING OF FIGHTERS XIV（山崎竜二） - DLC追加キャラクター
- スーパーマリオ オデッセイ（スプワート、シュワーナ人、ホーダン伯爵 他）
- ファイアーエムブレム Echoes もうひとりの英雄王（ディーン、マッセナ）
- フューチャーカード バディファイト 目指せ!バディチャンピオン!（海道大）
- マインクラフト:ストーリーモード シーズン2（ジェシー〈男〉）

2018年
- 進撃の巨人2（キース・シャーディス、主人公・男・タイプ8）
- 名探偵ピカチュウ（カルロス・エルナンド）
- THE KING OF FIGHTERS ALLSTAR（山崎竜二、ルガール・バーンシュタイン）
- JUDGE EYES:死神の遺言（泉田圭吾）

2019年
- スターリンク バトル・フォー・アトラス（ピグマ・デンガー）
- 北斗の拳 LEGENDS ReVIVE（ウイグル）
- ドラゴンクエストXI 過ぎ去りし時を求めて S（トンタオ）
- アークザラッド R（ザムザ）
- ワールドフリッパー（ヴェロン、アディル）

2020年
- 僕のヒーローアカデミア One's Justice 2（Mr.コンプレス）
- 仁王2（長宗我部元親）
- The Last of Us Part II（マイク）
- SHOW BY ROCK!! Fes A Live（神威）
- ゼルダ無双 厄災の黙示録

2021年
- 共闘ことばRPG コトダマン（2021年 - 2023年、キース・シャーディス、ハイエンド脳無）
- ポケモンマスターズEX（アオギリ）
- スペードの国のアリス 〜Wonderful White World〜（エリオット＝マーチ）
- ファイアーエムブレム ヒーローズ（ザガロ、ディーン）
- サンクタス戦記-GYEE-（ジャック）
- セブンナイツ2（ギラハン）

2022年
- 刀剣乱舞無双（片倉小十郎、長尾顕長）
- THE KING OF FIGHTERS XV（オメガ・ルガール、山崎竜二） - DLC追加キャラクター
- 信長の野望・新生（武田信玄）
- 僕のヒーローアカデミア ULTRA IMPACT（Mr.コンプレス）
- スターオーシャン6 THE DIVINE FORCE（ベルトランド・ハイレイン）

2023年
- ゼルダの伝説 ティアーズ オブ ザ キングダム
- 東京放課後サモナーズ（シパクトリ）
- ガールフレンド（仮）（悪祭り男）
- スペードの国のアリス 〜Wonderful Black World〜（エリオット＝マーチ）
- 信長の野望 出陣（宇喜多直家、武田信玄、穂井田元清）
- 僕のヒーローアカデミア ULTRA RUMBLE（Mr.コンプレス）
- 帰ってきた 名探偵ピカチュウ（サンジーヴ・デニス）
- ドラゴンクエストモンスターズ3 魔族の王子とエルフの旅（アルーガ、ドレンガ、アンドロス）

2024年
- ゼルダの伝説 知恵のかりもの

2025年
- マリオカート ワールド
- ドンキーコング バナンザ（キングクルール）

### ドラマCD
- カオシックルーン（機界日本支社長）
- クローバーの国のアリス 〜Wonderful Wonder World〜 ドラマCD 第1 - 3巻（エリオット＝マーチ）
- 進撃の巨人特典ドラマCD サシャの怒濤の料理バトル編!!（キース・シャーディス）
- dear 【ディア】（討伐隊隊員）
- dear 〜ディア〜 A story of the next day（討伐隊隊員）
- トレイン☆トレイン ドラマCD（神尾人事部長）
- ロウきゅーぶ!いんたーばる2（ヌシ）
- WILD ADAPTER 04（沢村社長）

### BLCD
- 〜学園エンペラー〜 愛してみやがれ!!（親衛隊2）
- SASRA 1（アメンヘテプ）
- 新宿退屈男〜欲望の法則〜（小川）

### 吹き替え

#### 映画（吹き替え）
- アラトリステ（コポンズ）
- イヴの総て（ロイド・リチャーズ〈ヒュー・マーロウ〉）※PDDVD版
- 1917 命をかけた伝令（ブレイク〈ディーン＝チャールズ・チャップマン〉）
- イン・アメリカ/三つの小さな願いごと
- ウォーク・ハード（ポール）
- 美しい湖の底（リード・エシントン〈アダム・パリー〉）
- エージェント・ゾーハン
- 88ミニッツ（マイク・ステンプ〈ベンジャミン・マッケンジー〉）
- エディ・マーフィの劇的1週間（ノア・クリック）
- オートマタ（ブルーロボット）
- オール・ザ・キングスメン
- 王妃マリー・アントワネット（ルイ16世〈オリヴィエ・オーバン〉）
- 大いなる陰謀（ムーア）
- 男と女の不都合な真実（クレイグ・ファーガソン）
- ガタカ
- ギャングスター・ナンバー1（ローランド）
- グラディエーターII 英雄を呼ぶ声（ウィッゴ〈リオル・ラズ〉[73]）
- クロウ/真・飛翔伝説（リリーの父〈ダニー・トレホ〉）
- 最後の恋のはじめ方
- ザ・マークスマン（ハーグリーヴス〈ピーター・ヤングブラッド・ヒルズ〉）
- サム 〜Some〜（チュ刑事）
- 幸せのちから（役員）※ソフト版
- 幸せのレシピ
- 16ブロック ※ソフト版
- シティ・オブ・ザ・デッド（シーザー）
- ジャスティス・ウォー 〜正義の代償〜（ジョン・グエン〈カン・リー〉）
- ジャックと天空の巨人（芝居の口上師[74]）
- シャネル&ストラヴィンスキー（アントン）
- シンデレラのお姉さん
- スター・ウォーズ/フォースの覚醒
- スター オブ ソルジャー（ワロージャ）
- スペル（ラム・ジャス〈ディリープ・ラオ〉）
- セーヌ川の水面の下に（アディル〈ナシム・リエス〉[75]）
- セックス・アンド・ザ・スクール（スコット）
- TAXi④
- ただ君だけ（マチーム長）
- 007シリーズ
  - 007 ロシアより愛をこめて ※DVD新録版
  - 女王陛下の007 ※DVD新録版
  - 007 ダイヤモンドは永遠に ※DVD新録版
- チェ・ゲバラ 革命と戦いの日々（ロドリゲス）
- チャーリー・バートレットの男子トイレ相談室（マーフィ〈タイラー・ヒルトン〉）
- デイ・ウォッチ
- デッドベイビーズ（スキップ〈クリス・マーシャル〉）
- デューン 砂の惑星PART2（ハルコンネン指揮官3[76]）
- 21ジャンプストリート（グレッグ・ジェンコ〈チャニング・テイタム〉）※ソフト版
- 22ジャンプストリート（グレッグ・ジェンコ〈チャニング・テイタム〉）
- 遠すぎた橋 ※ソフト版
- ドッグ・バイト・ドッグ（リン〈ラム・シュー〉）
- トナカイのブリザード
- ナイト・ウォッチ
- ナイト・ビジョン
- パーマネント ミッドナイト
- バーンチェイサー（班長）
- HATCHET/ハチェット（マーカス〈デオン・リッチモンド〉）
- バットマン ビギンズ（大男）※フジテレビ版
- ビューティフル・ボーイ
- ヒルズ・ハブ・アイズ2（クランク〈ジェイコブ・バルガス〉）
- ファイアー・ストーム（テレル）
- ブラック・スネーク・モーン（ギル〈マイケル・レイモンド＝ジェームズ〉）
- ブルー・ストーリー（スイッチャー〈エリック・コフィ＝アブレファ〉）
- ブレイキング・ニュース
- ブレックファスト・クラブ（ジョン・ベンダー〈ジャド・ネルソン〉）
- ヘル・ファイヤー
- ポップ・ガン（アッシュトレイ）
- マトリックス（モーフィアス〈ローレンス・フィッシュバーン〉）※WOWOW追加録音[注 1]
- ミッドウェイ（リンゼイ〈ダレン・クリス〉[77]）
- ミュータント・クロニクルズ（ブラザー・サミュエル〈ロン・パールマン〉）
- 山羊座のもとに（チャールズ・アデア〈マイケル・ワイルディング〉）
- 誘拐交渉人
- レイヤー・ケーキ
- レッド・ノーティス[78]
- レッドブル（ギャラガー刑事）※WOWOW追加録音[注 2]
- レディ・プレイヤー1（シクサー指揮官[79]）
- ローグ アサシン
- ロフト.（マルニクス・ローレイズ）
- ワイルドスピードX3 TOKYO DRIFT（タカシ “D.K.”〈ブライアン・ティー〉）

#### ドラマ
- アフェア 情事の行方（コール・ロックハート〈ジョシュア・ジャクソン〉）
- ER緊急救命室 シーズン12 #253（怒った患者〈アルバート・P・サントス〉）
- ヴァンパイア・ダイアリーズ シーズン6（ガブラー医師）
- WITHOUT A TRACE/FBI 失踪者を追え! 第1シーズン第8話：ラジオ、第2シーズン第22話 第3シーズン第1話：ティトー
- ウォーキング・デッド（エドウィン・ジェンナー博士〈ノア・エメリッヒ〉、モーガン、ユージーン）
- FBI: 特別捜査班
- キッドナップ（ルシアン・ナップ〈ジェレミー・シスト〉）
- クリミナル・マインド 国際捜査班（ラス・モンゴメリー〈タイラー・ジェームズ・ウィリアムズ〉）
- クリミナル・マインド 特命捜査班レッドセル
- 刑事フォイル（ジョー・ブラッドリー大尉）
- ゲーム・オブ・スローンズ（サムウェル・ターリー〈ジョン・ブラッドリー〉、メイスター・エイモン、シリオ・フォレル、ヨーレン）
- ゲーム オブ ライフ
- GOTHAM/ゴッサム（市長）
- ザ・パシフィック（ヒュー・コリガン少尉）
- サブリナ
- 三国志 呂布と貂蝉（張遼文遠）
- 三銃士（ホ・スンポ〈ヤン・ドングン〉[80]）
- CSI:ニューヨーク
- CSI:マイアミ5（ニック）
- The O.C.（トレイ・アトウッド〈ローガン・マーシャル＝グリーン〉）
- シックス・フィート・アンダー（ビリー・チェノウィス〈ジェレミー・シスト〉）
- スタートレック:ストレンジ・ニュー・ワールド シーズン2 #7（サム・ラザフォード〈ユージン・コルデロ〉）
- スーパーナチュラル（バロウズ）
- セックス/ライフ
- ターミネーター:サラ・コナー クロニクルズ（カルロス）
- 太王四神記（イルス）
- トーチウッド 人類不滅の日（ヴィクター）
- ドレイク&ジョシュ（クレイジースティーブ）
- トンイ
- NIKITA / ニキータ
- HAWAII FIVE-0（ガブリエル・ウェインクロフト〈クリストファー・ショーン/Christopher Sean〉）
  - シーズン4 #13
  - シーズン5 #1, #4, #18, #21, #25
  - シーズン6 #1, #3, #8, #10, #11, #15, #24
- パワーレンジャー・サムライ（ケビン / ブルーレンジャー）
- BULL / ブル 法廷を操る男（ブレント・オルロフ）
- HOMELAND（国防省の男）
- ホワイトチャペル 終わりなき殺意（サンダース）
- 魔術師 MERLIN #2（イーワン）
- マンハッタン（グレン〈ダニエル・スターン〉）
- 乱暴〈ワイルド〉なロマンス（ユ・ヨンギル〈イ・ウォンジョン〉）
- リミットレス（イーライ）

#### ドキュメンタリー
- Formula 1: 栄光のグランプリ（ビジェイ・マリヤ、ほか）

#### アニメ
- 外見至上主義（ピョン・ドックァ[81]）
- KND ハチャメチャ大作戦（ファーザー / ベネディクト・ウィッグルスタイン〈2代目〉[注 3]、ナンバー48フレーバー）
- ジミー・ニュートロン 僕は天才発明家!（サム、赤シャツ）
- シャーク・テイル
- シュガー・ラッシュ（マルコフスキー）
- SING/シング（雄牛の支店長）
- スター・ウォーズ/クローン・ウォーズ (テレビアニメ)（ジェレク、キャスタス、税官吏、アタイ）
- スター・ウォーズ:ヤング・ジェダイ・アドベンチャー（チグ）
- スタートレック:ローワー・デッキ（サム・ラザフォード）
- スパイダーマン（ジョン・ジェームソン）
- スパイダーマン・アンリミテッド（ジョン・ジェームソン）
- ソーセージ・パーティー（カール）
- チャウダー（ガスパチョ、ホーギー巡査部長 他）
- ティーン・タイタンズ（オーバーロード、合体モンスター）
- トムとジェリー テイルズ（幽霊、考古学者）
- バットマン:ブレイブ&ボールド（スポーツマスター）
- ビー・ムービー（フレディ）
- ブラザー・ベア2（ベーリング）
- フラニーズ・フィート
- モーターシティ（ダッチ）
- モンスターVSエイリアン
- RINGING FATE（大熊[82]）
- LEGO スター・ウォーズ/フリーメーカーの冒険
- ロード・オブ・ザ・リング/ローハンの戦い（フライト卿[83]）

### 実写
- QuinRose MIX. 〜2008.May〜 イベントDVD
- QuinRose MIX. 〜2009.February〜 イベントDVD

### 映画
- ゲゲゲの鬼太郎（他の妖怪の声）

### 特撮
- 仮面ライダーゴースト 伝説!ライダーの魂!（2016年） - ウルガの声、バッファルの声

### ラジオ
- ラジオの国のアリス 〜Wonderful Wonder Radio〜（不定期パーソナリティ）
- QuinRose MIX. Radio!（メインパーソナリティ）

### ラジオドラマ
- 花の慶次（2014年、滝川益氏、耳削ぎ願鬼坊、岩熊、深草重太夫、蛮頭大虎 他）

### デジタルコミック
- VOMIC 帝一の國（川俣豊治）
- VOMIC トリコ（ウーメン梅田）

### ナレーション
- 日清食品「日清焼そばU.F.O.NEXT GENERATION」（九州限定CM）

### ボイスオーバー
- 地球ドラマチック「ペトラ遺跡 砂漠に消えた古代文明の謎」

### パチンコ
- ぱちんこ いくさの子（時期未定、シスコ[84]）

## ディスコグラフィ

### キャラクターソング
| 発売日        | 商品名                       | 歌                   | 楽曲             | 備考                            |
| ------------- | ---------------------------- | -------------------- | ---------------- | ------------------------------- |
| 2015年6月17日 | レーカン! BD・DVD第0巻特典CD | 天海響と霊のみなさん | 「成仏のススメ」 | テレビアニメ『レーカン!』関連曲 |